# Temporada de furacões no Pacífico de 2007
A Temporada de furacões no Pacífico de 2007 foi uma temporada de furacões no Pacífico abaixo da média destacando um furacão maior. A temporada começou em 15 de maio no Oceano Pacífico Leste e em 1 de junho para o Pacífico central (entre a Linha Internacional de Data e o meridiano 140°O, também no hemisfério norte). Para ambas as regiões, a temporada de furacões terminou em 30 de novembro. Estas datas convencionalmente delimitam o período de cada ano quando a maioria dos ciclones tropical se forma na bacia do Pacífico norte. Devido a um cisalhamento de vento invulgarmente forte, a atividade caiu abaixo da média a longo prazo, com um total de 11 tempestades nomeadas, 4 furacões e 1 grande furacão. Na época, 2007 apresentava o segundo menor valor do índice Energia ciclônica acumulada (ECA) desde que registos confiáveis começaram em 1971. Dois ciclones tropicais- Cosme e Flossie -atravessaram a bacia do Pacífico central durante o ano, atividade abaixo da média de 4 a 5 sistemas.
A tempestade tropical Alvin marcou um começo normal da temporada; o sistema formou-se em 26 de maio e dissipou-se em 31 de maio. O furacão Flossie foi o primeiro e o único grande furacão desta temporada; chegou a ameaçar o Havaí, mas não causou estragos. A tempestade tropical Bárbara e o furacão Henriette foram os únicos sistemas a atingirem a costa, ambos no México. A tempestade tropical Kiko marcou o término antecipado da temporada, pois se dissipou quase 40 dias antes da data oficial de encerramento.
Apesar da temporada terminar no fim de novembro, eventuais sistemas que se formarem após a data oficial de encerramento até fevereiro de 2008 serão contabilizados para a temporada de 2007.

## Previsões para a temporada
Em 22 de maio de 2007, a NOAA liberou suas previsões para as temporadas de furacões no Pacífico leste e central. Eles previram uma atividade ciclônica abaixo do normal no Pacífico leste, com 12 a 16 tempestades nomeadas, sendo que 6 a 9 destes se tornariam furacões e destes 2 a 4 se tornariam grandes furacões.
A bacia do Pacífico central também teria uma atividade ciclônica abaixo do normal, com apenas dois ou três ciclones tropicais se formariam ou passariam pela região.

## Tempestades

### Tempestade tropical Alvin
Alvin formou-se de uma onda tropical pouco definida que deixou a costa ocidental da África em 9 de maio. A onda tinha pouca atividade de tempestades associadas enquanto atravessava o Oceano Atlântico e o Mar do Caribe até atingir a América Central. A onda alcançou o Oceano Pacífico nordeste pouco depois e começou a se organizar, com a atividade de temporais associada se fortalecendo gradualmente. Logo, o sistema desenvolveu uma circulação ciclônica exposta. A convecção de ar ficou mais bem definida e estima-se que a depressão tropical Um-E formou-se a meia-noite de 27 de maio a 555 km do Cabo San Lucas, México. No dia seguinte, a depressão não mudou quanto a sua organização e seu centro continuava a ficar exposta, distante das principais áreas de convecção. Posteriormente, os ventos de cisalhamento orientais enfraqueceram e permitiu um ligeiro fortalecimento da depressão. Com o fortalecimento, a depressão tornou-se a tempestade tropical Alvin por volta da meia-noite. Alvin alcançou o seu pico de intensidade 12 horas depois, com ventos máximos constantes de 65 km/h e pressão atmosférica central mínima de 1.003 mbar. Logo depois, Alvin começou a se enfraquecer rapidamente devido às condições atmosféricas estáveis e aos ventos de cisalhamento. Por volta da meia-noite de 1 de junho, o sistema enfraqueceu-se para uma área de baixa pressão remanescente, que seguiu para oeste e oeste-sudoeste. A área de baixa pressão remanescente de Alvin dissipou-se completamente por volta das 18:00 UTC de 6 de junho.
Por estar em toda a sua duração em mar aberto, Alvin não causou danos nem casualidades.

### Tempestade tropical Barbara
Em 27 de maio, uma área de convecção de ar desorganizada estendia-se para o sudoeste no Golfo de Tehuantepec. Em 28 de maio, uma pequena área de baixa pressão desenvolveu-se no sistema e ele gradualmente ficou mais bem organizado assim que seguia para o norte. Bandas de tempestade formaram-se no semicírculo leste assim que a circulação ficava mais bem definida, e na noite de 29 de maio o NHC classificou o sistema como a depressão tropical Dois-E enquanto o sistema estava localizado cerca de 380 a sudoeste de Acapulco, México Depois de se tornar um ciclone tropical, a depressão estava quase estacionária numa área com a temperatura da superfície do mar morna, com muito pouco vento de cisalhamento e condições de altos níveis favoráveis.
O sistema ficou mais organizado em imagens de satélite em 30 de maio, e o NHC reclassificou o sistema como tempestade tropical, marcando a temporada de furacões no pacífico de 2007 como uma de apenas três temporadas que tiveram mais de uma tempestade nomeada no mês de maio (as outras temporadas foram em 1956 e 1984). A tempestade seguiu lentamente para o sudeste nos primeiros dias, antes de perder muito de sua organização na noite de 31 de maio. Naquela noite, um meteorologista disse que Bárbara poderia se dissipar no dia seguinte. De fato, a tempestade tornou-se uma depressão tropical, mas poucas horas depois, a convecção de ar se consolidou novamente e o sistema atingiu a força de uma tempestade tropical novamente em 1º de junho. No mesmo dia, o México e a Guatemala começaram a emitir alertas de tempestade tropical. Em 2 de junho, Bárbara atingiu uma área perto da fronteira do México com a Guatemala.

### Depressão tropical Três-E
A depressão tropical três-E formou-se de uma onda tropical que deixou a costa ocidental da África em 24 de Maio e adentrou a região do Oceano Pacífico nordeste em 6 de Junho. As áreas de convecção profunda associadas à onda se intensificaram e uma grande área de baixa pressão formou-se a algumas centenas de quilômetros ao sul de Acapulco, México, em 8 de Junho. A perturbação tropical moveu-se para noroeste e ficou gradualmente mais bem organizado nos dois dias seguintes. O sistema tornou-se uma depressão tropical em 11 de Junho, localizada a cerca de 830 km de Cabo San Lucas, México. A depressão moveu-se para noroeste sobre águas frias e através de um ambiente atmosférico relativamente estável, que causou o enfraquecimento da depressão. O sistema se degenerou para uma área de baixa pressão remanescente no final do dia seguinte. A área de baixa pressão remanescente se dissipou na madrugada de 15 de Outubro (UTC).

### Depressão tropical Quatro-E
A depressão tropical Quatro-E formou-se de uma onda tropical que deixou a costa ocidental da África em 23 de Junho e alcançou o Oceano Pacífico nordeste em 3 de Julho. A atividade de temporais e as trovoadas associadas se intensificaram em 6 de Julho. O sistema mostrou sinais de organização no dia seguinte. Depois de um período de desenvolvimento lento que poderia incluir uma nova formação do centro do sistema a seu noroeste, a perturbação tornou-se uma depressão tropical por volta de 18:00 UTC, localizada a cerca de 1.130 km a sudoeste de Cabo San Lucas, México. A depressão moveu-se para noroeste, sobre águas frias e sob a influência de ventos de cisalhamento verticais meridionais. A combinação das águas frias com o vento de cisalhamento causou o enfraquecimento da depressão, que se degenerou numa área de baixa pressão remanescente que não contava com áreas de convecção profunda em 11 de Julho, localizada a cerca de 1.460 km a oeste-sudoeste de Cabo San Lucas. A área de baixa pressão remanescente se dissipou no final do mesmo dia.

### Depressão tropical Cinco-E
A depressão tropical Cinco-E formou-se de uma onda tropical que deixou a costa da África ocidental em 21 de Junho e por volta de 10 de Julho de 2007 a onda alcançou o Oceano Pacífico sudeste. Áreas de convecção de ar desorganizadas se intensificaram em 11 de Julho. A onda moveu-se para oeste e ficou gradualmente mais bem organizado nos dois dias seguintes. A onda tornou-se uma depressão tropical por volta do meio-dia (UTC) de 14 de Julho, localizada a cerca de 1.110 km a sul-sudeste do Cabo San Lucas, México. Sob a influência de ventos de cisalhamento, a depressão não foi capaz de se fortalecer mais. O ciclone continuou a mover-se para oeste-noroeste em 15 de julho, sobre águas frias e num ambiente atmosférico relativamente estável. Estes fatores causaram a degeneração da depressão, que se enfraqueceu para uma área de baixa pressão remanescente por volta da meia-noite (UTC) de 16 de Julho. Algumas horas depois, a área de baixa pressão remanescente se dissipou completamente.

### Furacão Cosme
Duas horas depois que a depressão tropical Cinco-E ter sido classificado, uma área de distúrbios meteorológicos na metade do caminho entre o México e o Havaí adquiriu circulação de ar de superfície e suficiente convecção de ar profunda para que o NHC o designasse como uma depressão tropical. Gradualmente, a depressão ficou mais bem organizada e sua circulação ficou mais bem definida. o NHC classificou o sistema como tempestade tropical Cosme em 15 de julho depois de análises com a técnica de Dvorak estimaram que o sistema tinha ventos com força de tempestade tropical.
Em 16 de julho, a tempestade fortaleceu-se e tornou-se o primeiro furacão da temporada de 2007, mas pouco depois águas frias e ventos de cisalhamento provocaram um rápido enfraquecimento de Cosme. Entretanto, a convecção voltou a se intensificar um pouco e Cosme conseguiu sustentar ventos com força de uma tempestade tropical mínima por um dia, antes de se tornar finalmente uma depressão tropical assim que o sistema adentrou a área de responsabilidade do CPHC (Pacífico central). Cosme continuou a seguir para oeste-noroeste, passando perto de Big Island, Havaí. Cosme passou a 295 km ao sul de Big Island em 21 de julho trazendo chuvas torrenciais e rajadas de vento de 55 a 65 km/h.
O último aviso emitido pelo CPHC (Centro Nacional de Furacões no Pacífico Central dos EUA) foi emitido em 22 de julho assim que a depressão começo a se dissipar.

### Tempestade tropical Dalila
A tempestade tropical Dalila formou-se de uma onda tropical que alcançou o Oceano Pacífico nordeste em 17 de Julho. A onda gerou uma grande área de baixa pressão a centenas de quilômetros a sul-sudeste do Golfo de Tehuantepec em 19 de Julho. Assim que a área de baixa pressão moveu-se para oeste-noroeste durante os dois dias seguintes, a atividade de temporais associada de intensificou gradualmente. Classificações por estimativas de satélite via técnica Dvorak começaram pouco antes da meia-noite (UTC) de 21 de Julho. O sistema se intensificou gradualmente e tornou-se uma depressão tropical por volta da meia-noite de 22 de Julho, localizada a cerca de 740 km a sul de Manzanillo, México.
Ventos de cisalhamento inicialmente inibiram o desenvolvimento da depressão e o sistema permaneceu como uma depressão tropical nos dois dias seguintes. Durante as 24 horas seguintes à formação da depressão, o sistema rumava para oeste-noroeste, mas então mudou sua direção para nordeste em 23 de Julho, percorrendo a periferia de uma crista de médios níveis localizada sobre o norte do México. Os ventos de cisalhamento diminuíram no final do mesmo dia, que permitiu o aumento na atividade de tempestades e também permitiu a estas se aproximarem do centro da circulação ciclônica. A depressão se fortaleceu e tornou-se uma tempestade tropical por volta da meia-noite de 24 de Julho, localizada a 645 km a sudoeste de Manzanillo. Logo depois, os ventos de cisalhamento começaram a se enfraquecer e Dalila se intensificou gradualmente, alcançando o pico de intensidade por volta da meia-noite de 25 de Julho, com ventos constantes de 95 km/h, localizada a cerca de 95 km a sudeste da Ilha Socorro, México. O centro de Dalila passou sobre ou moveu-se muito perto da No dia seguinte, a tempestade tropical começou a se mover para noroeste, progressivamente sobre águas frias, que fizeram a tempestade se enfraquecer. Dalila enfraqueceu-se para uma depressão tropical por volta das 06:00 (UTC) de 27 de Julho e degenerou-se para uma área de baixa pressão remanescente 12 horas depois, localizada a cerca de 740 km a oeste do Cabo San Lucas, México. A área de baixa pressão remanescente moveu-se para oeste-noroeste nos dois dias seguintes antes de perder velocidade e ir a direção oeste-sudoeste em 29 de Julho. Pouco depois, a área de baixa pressão remanescente seguiu para o sul e dissipou-se em 30 de Julho, localizada a cerca de 1.295 km de Cabo San Lucas, por volta do meio-dia.

### Tempestade tropical Erick
A tempestade tropical Erick formou-se de uma onda tropical que deixou a costa ocidental da África em 16 de Julho. As áreas de convecção associadas à onda ficou limitada à zona de convergência intertropical nos dias seguintes e diminuíram em 19 de Julho. A onda passou sobre as Pequenas Antilhas em 22 de Julho com algumas pequenas áreas de convecção profunda, mas a atividade de tempestades continuou desorganizada nos dias seguintes. O sistema alcançou a América Central em 25 de Julho e uma área de baixa pressão fraca formou-se sobre o eixo da onda em 28 de Julho no Oceano Pacífico nordeste. Entretanto, ventos de cisalhamento orientais inibiram, inicialmente, o desenvolvimento da área de baixa pressão por alguns dias assim que as poucas áreas de convecção profunda associadas à área ficaram bem a oeste do centro do sistema. Na madrugada de 31 de Julho, áreas de tempestades formaram-se perto do centro da área, que provocaram o fortalecimento da área de baixa pressão, que se tornou uma depressão tropical por volta do meio-dia do mesmo dia, localizada a cerca de 1710 km a sudoeste de Cabo San Lucas, México.
Apesar dos ventos de cisalhamento, a depressão se tornou uma tempestade tropical na madrugada de 1º de Agosto. Mas neste momento a intensificação parou e Erick alcançou o pico de intensidade com ventos constantes de 65 km/h. Os ventos de cisalhamento orientais não cessaram e Erick enfraqueceu-se para uma depressão tropical por volta da meia-noite de 2 de Agosto, localizada a cerca de 2.175 km a oeste-sudoeste de Cabo San Lucas. Imagens de satélite no canal microondas e estimativas feitas pelo satélite QuikSCAT indicaram que a área de baixa pressão de superfície associada a Erick tinha perdido a circulação ciclônica bem definida. O centro de Erick ficou alongado e a depressão se degenerou para uma onda tropical remanescente por volta das 06:00 (UTC) de 2 de Agosto. A onda tropical remanescente continuou a mover-se para oeste. Uma área de baixa pressão associada à onda remanescente reformou-se na madrugada de 3 de Agosto, adentrando a área de responsabilidade do CPHC em 4 de Agosto. A área de baixa pressão se dissipou em 8 de Agosto a milhares de quilômetros a sudoeste do Havaí.

### Furacão Flossie
Uma área de distúrbios meteorológicos formou-se cerca de 970 a sul-sudoeste de Acapulco, México, em 2 de agosto. A atividade de chuvas e temporais aumentou em associação com uma pequena área de baixa pressão em 5 de agosto e depois do sistema continuar se organizando, o NHC observou que o sistema poderia se desenvolver numa depressão tropical na manhã do dia seguinte. Pouco depois, a atividade de chuvas e tempestades diminuíram, mas depois aumentaram novamente. Apesar das condições marginais de altos níveis, o sistema adquiriu convecção de ar suficiente para ser declarado pelo NHC como a depressão tropical Nove-E na tarde de 8 de agosto, enquanto o sistema localizava-se cerca de 2025 km a oeste-noroeste do extremo sul da Península da Baixa Califórnia.
Depois de ser classificada, a depressão manteve duas bandas de tempestades em espiral; situada ao sul de uma crista de níveis médios, o sistema continuou a seguir firmemente para o oeste. Na tarde daquele dia, o NHC reclassificou o sistema como tempestade tropical Flossie. A tempestade começou a desenvolver um olho na tarde de 9 de agosto com boas correntes de ar saindo do sistema em todos os quadrantes. Em 10 de agosto, o olho ficou mais bem definido assim que a tempestade se fortalecia e o NHC reclassificou a tempestade como furacão Flossie. O furacão Flossie experimentou uma rápida intensificação naquela noite e tornou-se um grande furacão na manhã de 11 de agosto um pouco antes de adentrar a área de responsabilidade do CPHC.
No Pacífico central, o furacão continuou a seguir para o oeste, indo para perto do arquipélago do Havaí. Na tarde de 11 de agosto, o furacão alcançou o pico de intensidade, com ventos constantes de 220 km/h, mas em 13 de agosto, os ventos de cisalhamento verticais em fortalecimento fizeram o furacão se enfraquecer ligeiramente. Naquela noite, as correntes de vento se estabeleceram novamente e o furacão não se enfraqueceu, como era previsto e o CPHC emitiu um aviso de furacão para a manhã seguinte para Big Island, Havaí.
Entretanto, assim que a tempestade se aproximava de Big Island em 13 de agosto, os ventos de cisalhamento começaram a afetar a tempestade, e o furacão se enfraqueceu para um furacão de categoria 3 na Escala de Furacões de Saffir-Simpson na noite daquele dia (horário local), com um maior enfraquecimento que era esperado pelos meteorologistas assim que a tempestade se aproximasse de Big Island. Na tarde de 14 de agosto, Flossie enfraqueceu-se para uma tempestade tropical e em 16 de agosto para uma depressão tropical.

### Tempestade tropical Gil
A tempestade tropical Gil formou-se de uma onda tropical que deixou a costa ocidental da África em 16 de Agosto. Inicialmente, a onda era grande em amplitude e apresentava abundantes áreas de convecção e num determinado período à medida da pressão atmosférica caiu 6 mbar em 24 horas. A onda moveu-se para oeste sobre o Oceano Atlântico por vários dias, mantendo a sua amplitude e atividade intermitente de tempestades. Em 21 de Agosto, a onda se desorganizou, ficando menos distinto quando se interagiu com um grande cavado de altos níveis que estava localizado sobre o Mar do Caribe oriental. A onda continuou a mover-se para oeste sobre o Mar do Caribe e sobre a América Central. A porção norte da onda gerou uma fraca área de baixa pressão na Baía de Campeche em 26 de Agosto. Entretanto, as área de convecção associadas à onda estavam em sua maior parte na porção sul do sistema, que já estava sobre o México.
A onda emergiu sobre o Oceano Pacífico nordeste em 27 de Agosto e a atividade de tempestades ficou concentrada logo ao norte de Cabo Corrientes, México. O sistema continuou a mover-se para oeste e ficou mais bem organizado assim que desenvolveu mais algumas área de tempestades com algumas bandas de convecção profunda. O desenvolvimento destas áreas causou o fortalecimento da onda, que se tornou uma depressão tropical por volta de meio-dia de 29 de Agosto, localizada a cerca de 445 km a sul-sudeste de Cabo San Lucas, México. O sistema continuou a se fortalecer e tornou-se uma tempestade tropical seis horas depois. O centro de Gil estava localizado na margem nordeste de das áreas de convecção associadas devido aos fortes ventos de cisalhamento vindos do nordeste que inibiram um maior desenvolvimento. Gil atingiu o pico de intensidade por volta do meio-dia de 30 de Agosto, com ventos constantes de 75 km/h e com a pressão atmosférica central mínima de 1.001 mbar. Ainda movendo-se para oeste, Gil encontrou águas frias, que em combinação com os ventos de cisalhamento, causaram o enfraquecimento da tempestade. Gil tornou-se uma depressão tropical e logo se degenerou para uma área de baixa pressão remanescente por volta de 18:00 UTC de 2 de Setembro e dissipou-se no final daquele dia.

### Furacão Henriette
Uma área de distúrbios meteorológicos a 400 km a sul de Acapulco, México foi designado pelo NHC como depressão tropical Onze-E em 30 de agosto. No dia seguinte, a depressão tornou-se a tempestade tropical Henriette assim que a tempestade movia-se paralelamente à costa mexicana, trazendo chuvas fortes. O sistema continuou a se fortalecer assim que se afastava de Jalisco e ia a direção a Baja California. A tempestade alcançou força de furacão em 4 de setembro.
O furacão Henriette atingiu o extremo sul da Península da Baixa Califórnia perto de San José del Cabo em 4 de setembro. O furacão esteve sobre terra por cerca de seis horas antes de emergir no Golfo da Califórnia, ainda com força de furacão. No dia seguinte, Henriette atingiu pela segunda vez o México perto de Guaymas, no estado de Sonora.
Queda de barreiras e deslizamentos de terra causados pelas chuvas torrenciais de Henriette perto de Acapulco, causaram a morte de sete pessoas. Em Baja California Sur, a ameaça do furacão fez que cerca de 300 pessoas saíssem da área ameaçada. Dois pescadores morreram na costa de Sonora, México. Os danos no México foram calculados em $275 milhões de pesos mexicanos (cerca de $25 milhões de dólares.

### Furacão Ivo
Em 18 de setembro, a depressão tropical Doze-E formou-se cerca de 1.200 km do extremo sul da Península da Baixa Califórnia. Na tarde do mesmo dia, o NHC reclassificou o sistema como tempestade tropical Ivo. Ivo alcançou força de furacão no dia seguinte. Ele se enfraqueceu assim que mudou a direção para o sul da Península da Baixa Califórnia. O governo do México emitiu um alerta de tempestade tropical para o sul da península em 22 de setembro, mas foi cancelado em 23 de setembro.

### Depressão tropical Treze-E
A depressão tropical Treze-E originou-se de uma onda tropical que deixou a costa ocidental da África em 27 de Agosto e alcançou a bacia do Oceano Pacífico nordeste em 7 de Setembro. A onda deslocou-se para oeste com poucas mudanças em termos de fortalecimento até 18 de Setembro, quando as áreas de convecção associadas ficaram mais bem organizadas. O sistema se fortaleceu e se tornou uma depressão tropical por volta das 06:00 UTC de 19 de Setembro, cerca de 1.925 km de Cabo San Lucas, México. A depressão não se fortaleceu mais, provavelmente por causa das águas frias onde o sistema estava situado e também pelo fato de a depressão estar localizada numa região com condições atmosféricas estáveis. A depressão então se deslocou lentamente para oeste-noroeste e posteriormente para oeste até se degenerar uma área de baixa pressão remanescente por volta da meia-noite UTC de 21 de Setembro, cerca de 2.190 km a oeste-sudoeste de Cabo San Lucas. Nos dias seguintes, a área de baixa pressão descreveu uma trajetória ciclônica anti-horária  e então se dissipou por volta das 06:00 UTC de 25 de Setembro.

### Tempestade tropical Juliette
Juliette formou-se de uma onda tropical que deixou a costa ocidental da África na madrugada de 12 de Setembro. A onda ficou indistinta sobre o Oceano Atlântico entre 17 e 19 de Setembro assim que o sistema interagiu-se com outra onda tropical que se movia lentamente ao seu oeste. A onda ficou mais bem distinta em 20 de Setembro sobre o Mar do Caribe oriental. A onda então provocou a intensificação de áreas de tempestades preexistentes na área que estavam localizados sobre o Mar do caribe oriental em 22 de Setembro e alcançou a América Central logo depois.
A porção meridional da onda emergiu na bacia do Oceano Pacífico nordeste em 23 de Setembro e continuou a se deslocar para oeste nos dias seguintes. As áreas de tempestades e trovoadas ficaram mais consolidados em 26 de Setembro. Uma área de baixa pressão formou-se ao longo do eixo da onda por volta do meio-dia UTC de 27 de Setembro, cerca de 555 km a sudoeste de Acapulco, México. As áreas de convecção profunda ficaram mais bem organizadas próximas ao centro da área de baixa pressão nos dias seguintes. A formação destas áreas de convecção profunda causou o fortalecimento do sistema, que se tornou uma depressão tropical por volta da meia-noite de 29 de Setembro, localizada a cerca de 675 km a sudoeste de Manzanillo. Cerca de 12 horas depois, a depressão se fortaleceu para uma tempestade tropical, tornando-se a décima tempestade da temporada de furacões no Pacífico de 2007 – cerca de um mês depois da média da formação da décima tempestade de cada temporada.
Nos três dias seguintes, Juliette deslocou-se para noroeste numa velocidade razoável de cerca de 18,5 km/h assim que seguia na periferia de uma crista de médios níveis localizada sobre o norte do México. O ciclone fortaleceu-se gradualmente e alcançou o pico de intensidade de 95 km/h por volta do meio-dia de 30 de setembro assim que a tempestade passava entre as Ilhas Socorro e a Ilha Clarion. A tempestade então se deslocou para uma área com fortes ventos de cisalhamento meridionais no final daquele dia assim que Juliette se aproximava de um cavado de altos níveis localizado ao seu noroeste. Os ventos de cisalhamento, combinado com as águas frias e as condições atmosféricas estáveis, causaram o deslocamento das áreas de convecção para longe do centro de Juliette, que se enfraqueceu e se tornou uma depressão tropical por volta da meia-noite de 2 de Outubro. As áreas de convecção profunda não se regeneraram e Juliette se degenerou numa área de baixa pressão remanescente por volta do meio-dia do mesmo dia. A velocidade de deslocamento da área de baixa pressão remanescente diminuiu significativamente e a baixa tornou-se quase estacionário por cerca de 24 horas assim que a área veio a estar sob a influência de correntes em direção a nordeste associada com uma crista subtropical de baixos níveis. Posteriormente, a área de baixa pressão remanescente de Juliette começou a se deslocar para sudeste, estando a cerca de 370 km a oeste da Península da Baixa Califórnia e posteriormente se degenerou para um simples cavado por volta de meia-noite de 5 de Outubro.

### Tempestade tropical Kiko
A depressão tropical Quinze-E formou-se de uma área de baixa pressão cerca de 720 km a sudoeste de Manzanillo, México em 15 de outubro. Em 16 de outubro, a depressão tornou-se a tempestade tropical Kiko. Pouco depois, a tempestade se enfraqueceu para uma depressão tropical sob a influência de ventos de cisalhamento. Na manhã de 17 de outubro, o NHC, baseado em dados registrados pelo satélite QuikSCAT, reclassificou o sistema como tempestade tropical. Em 17 de outubro, Kiko começou a ser mover para nordeste, ameaçando o México. Devido à ameaça da tempestade, o governo do México emitiu avisos e alertas de tempestade tropical para a costa pacífica mexicana. Em 19 de outubro, Kiko começou a se mover para noroeste, paralelamente à costa do México e começou a se fortalecer, alcançando o pico de intensidade em 20 de outubro, com ventos sustentados de 110 km/h. Pouco depois, Kiko começou a se enfraquecer e começou a se mover para oeste. Em 22 de outubro, Kiko enfraqueceu-se para uma depressão tropical, sob a influência de ventos de cisalhamento e águas frias e no dia seguinte, o NHC emitiu o seu último aviso sobre Kiko.

## Energia ciclônica acumulada
| 1                  | 5,30 (17,6) | Flossie   | 7  | 1,98  | Bárbara  |
| 2                  | 7,84        | Henriette | 8  | 1,42  | Juliette |
| 3                  | 5,81        | Ivo       | 9  | 1,25  | Gil      |
| 4                  | 4,32        | Kiko      | 10 | 0,613 | Alvin    |
| 5                  | 2,77        | Cosme     | 11 | 0,490 | Erick    |
| 6                  | 2,40        | Dalila    |    |       |          |
| Total: 34,2 (17,6) |             |           |    |       |          |

A tabela a direita mostra a energia ciclônica acumulada (ECA) para cada tempestade da temporada de furacões de 2007. A ECA é, falando de um modo geral, uma medida do poder do furacão multiplicada pelo tempo em que a tempestade existiu. Assim, tempestades de longa duração, bem como furacões de grande intensidade, tem o ECA alto. A ECA é somente calculada para tempestades em que há avisos sobre um sistema com ventos sustentados acima de 63 km/h ou força de tempestade tropical.
Para algumas tempestades (para aquelas que adentraram a área de responsabilidade do CPHC) há dois valores de ECA: a primeira corresponde ao ECA produzida na área de responsabilidade do NHC, a segunda (entre parênteses) representa a ECA total da tempestade.

## Nomes das tempestades
Os seguintes nomes serão usados para nomear as tempestades que se formam no nordeste do Oceano Pacífico em 2007. Esta é a mesma lista que foi usada na temporada de furacões de 2001, exceto Alvin, que substitui Adolph, devido a sensibilidades políticas. O nome Alvin foi usado pela primeira vez neste ano. As tempestades que se formam no Pacífico central são nomeados por uma lista própria e seqüencial.
| - Alvin - Bárbara - Cosme - Dalila - Erick - Flossie - Gil - Henriette | - Ivo - Juliette - Kiko - Lorena (Sem usar) - Manuel (Sem usar) - Narda (Sem usar) - Octave (Sem usar) - Priscilla (Sem usar) | - Raymond (Sem usar) - Sonia (Sem usar) - Tico (Sem usar) - Velma (Sem usar) - Wallis (Sem usar) - Xina (Sem usar) - York (Sem usar) - Zelda (Sem usar) |

Para o Oceano Pacífico centro-norte, são usadas quatro listas consecutivas, com os nomes sendo usados até a lista acabar. Se a lista acabar antes do final da temporada, a próxima lista será usada. Não é utilizada uma lista por ano devido ao baixo número de tempestades que se formam naquela região. A próxima tempestade que se formar no Pacífico centro-norte será nomeada de Kika.
Os nomes que serão retirados, se houver algum, será anunciado pela Organização Meteorológica Mundial na primavera de 2008.